# Peder Lykkeberg
Peder Rudolph Lykkeberg (* 11. Februar 1878 in Skanderborg; † 23. Dezember 1944 in Kopenhagen) war ein dänischer Schwimmer.
Bei den Olympischen Sommerspielen 1900 in Paris nahm er am Unterwasserschwimmen teil. Dort konnte er mit einer Zeit von 1:03 Minuten und 147,0 Punkten die Bronzemedaille gewinnen.
Er war Mitglied im Gymnastik- og Svømmeforeningen Hermes aus Frederiksberg.